# 亨特鎮區 (明尼蘇達州傑克遜縣)
亨特鎮區（英語：Hunter Township）是位於美國明尼蘇達州傑克遜縣的一個行政鎮區。

## 歷史
亨特鎮區於1872年設立，得名自縣政府專員詹姆斯·威爾遜·亨特（James Wilson Hunter）。

## 地方資料
亨特鎮區的面積為92.66平方千米，當中陸地面積為92.50平方千米，而水域面積為0.16平方千米。根據2020年美國人口普查的數據，當地共有人口211人，而人口密度為每平方千米2.28人。